# Flugunfall einer Douglas DC-3 der SAHSA 1990
Der Flugunfall einer Douglas DC-3 der SAHSA 1990 ereignete sich am 18. März 1990. Mit einer Douglas C-47A-75-DL (DC-3) der Fluggesellschaft SAHSA aus Honduras sollte ein inländischer Linienflug von Guanaja nach San Pedro Sula in Honduras durchgeführt werden. Bei dem Unfall kam die Maschine während der Landung von der Landebahn ab und rollte ins Meer, wobei sechs Passagiere und ein Besatzungsmitglied getötet und 25 weitere verletzt wurden.

## Maschine
Die betroffene Maschine war eine 1943 gebaute Douglas C-47A-75-DL (DC-3) mit der Werknummer 19495, die 1943 im Werk der Douglas Aircraft Company in Long Beach, Kalifornien gebaut und mit dem militärischen Luftfahrzeugkennzeichen 42-101032 an die United States Army Air Forces (USAAF) ausgeliefert wurde. Nach dem Krieg wurde die C-47 als Überbestand der USAAF kategorisiert und ausgeflottet. Die Maschine wurde verkauft und ging mit dem zivilen Luftfahrzeugkennzeichen N91261 in Betrieb. Das Flugzeug wurde später, im April 1964, mit dem honduranischen Kennzeichen HR-CNA zugelassen und ging bei dem Betreiber COCESNA in Betrieb. Im April 1971 meldete der Betreiber die Maschine auf das guatemaltekische Kennzeichen TG-0-CNA um. Zu einem späteren Zeitpunkt wurde die Maschine auf die SAHSA zugelassen. Die DC-3 wurde von zwei Doppelsternmotoren Pratt & Whitney R-1830-92 Twin Wasp mit je 1.200 PS Leistung angetrieben.

## Insassen
An Bord der Maschine befanden sich 29 Passagiere und drei Besatzungsmitglieder.

## Unfallhergang
Mit der Maschine wurde ein Flug von Guanaja nach San Pedro Sula mit einem Zwischenstopp auf der karibischen Ferieninsel Roatán durchgeführt. Während der Zwischenlandung in Roatán war die Maschine starken Seitenwinden ausgesetzt, wodurch sie von der Landebahn abkam und ins Meer rollte. Ein Besatzungsmitglied und sechs Passagiere wurden dabei getötet, 25 weitere Insassen wurden verletzt.

## Ursache
Unfallursächlich war der Kontrollverlust der Besatzung über die Maschine aufgrund von starken Seitenwinden bei der Landung.